# Valle di Ospitale
La valle di Ospitale è la più orientale delle valli dell'alto Appennino modenese: lo spartiacque a est la divide, infatti, dall'Appennino bolognese fino alla conca del lago Pratignano. È orientata quasi esattamente da sud a nord, il crinale meridionale, corrispondente alla cresta dell'Appennino tosco-emiliano, la separa dalla provincia di Pistoia, quello occidentale dalla valle di Fellicarolo.
Come tutto il crinale tra Emilia e Toscana il clima è particolarmente piovoso: la frequente presenza di nuvole riduce l'insolazione, che risulta relativamente modesta. L'alta piovosità spiega l'abbondanza di acque, che da tre confluenti principali, corrispondenti alle conche maggiori, si riversano nell'Ospitale, anche in estate caratterizzato da una portata vistosa seppure fluente da un bacino di soli 2.750 ettari: tale la superficie della valle dallo spartiacque alla confluenza dell'Ospitale con il Fellicarolo.

## Storia
La denominazione ricorda l'antica funzione di elemento di sutura tra il Settentrione ed il Centro della Penisola. La strada che percorreva lo stretto fondovalle si dispiegava, dal luogo dell'attuale centro abitato, in quattro bracci che risalivano il grande ventaglio convergendo al valico: l'imponenza della lastricazione delle quattro mulattiere suggerisce l'intento di dividere un esercito in colonne che potessero salire parallele, per accelerare il transito e ridurre i rischi di imboscate. L'opera, probabilmente romana, dovette essere sistematicamente impiegata, in età medievale, dalle truppe, dai viaggiatori e dai pellegrini diretti a Roma.

### Ospitale di San Giacomo in Val di Lamola
Verso la metà dell'VIII secolo sant'Anselmo, fondatore di un monastero in Fanano, prima ancora che dell'Abbazia di Nonantola, creò per i viandanti un ospitale, per dotare il quale dei mezzi necessari all'assistenza ottenne dal cognato Astofo, re dei Longobardi, ampie proprietà nelle valli adiacenti, fonte di proventi che si sarebbero aggiunti alle rendite delle terre di pianura dell'abbazia modenese, rendendone il titolo, nei secoli successivi, tra i più ambiti per i prelati della Curia romana..
L'ospitale noto con il nome di San Giacomo in Val di Lamola è documentato soprattutto a partire dal secolo XII.

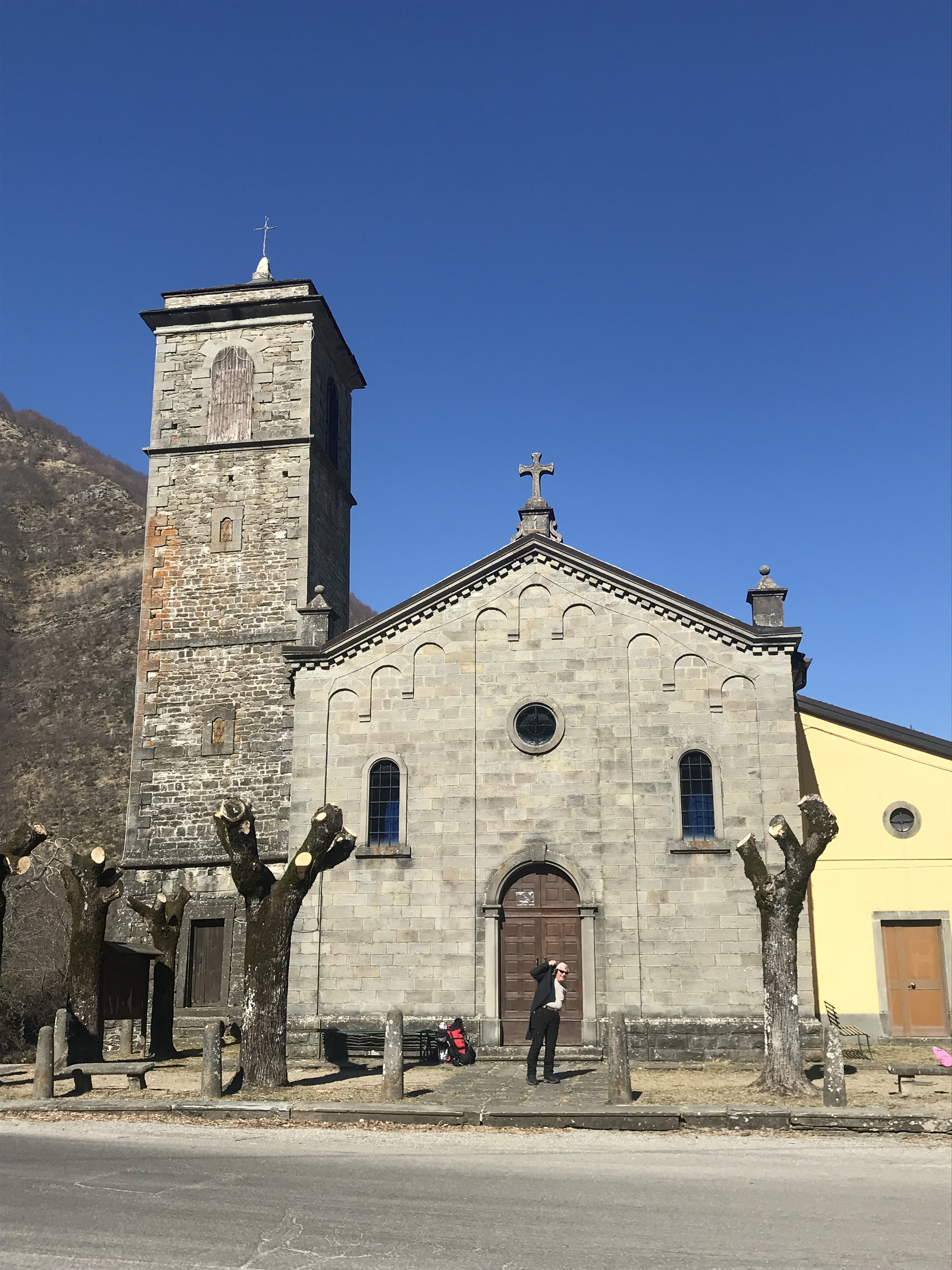
Chiesa di San Giacomo Maggiore.

Tra il 1105 e il 1218 la cappella dell'ospitale dipese dal vescovo di Pistoia, ma poco dopo dovette passare all'abate di Nonantola, dal quale già doveva dipendere l'ospitale stesso.
Il 24 novembre 1225 presso l'ospitale venne sancito un patto d'amicizia e collaborazione commerciale tra i comuni di Modena e di Pistoia, che definiva il percorso stradale da tutelare per il collegamento tra le due città.
L'ospitale con i suoi diritti fu oggetto di specifica tutela negli Statuti del Frignano del 1337-1338, segno dell'importanza che si riconosceva alle sue funzioni anche a livello civile. Il suo patrimonio doveva essere consistente: fu il maggior contribuente alla colletta papale raccolta dall'abate di Nonantola nel 1333 e suoi beni risultavano, oltre che nelle valli modenesi e bolognesi adicenti, anche nelle città di Modena, Bologna, Pistoia e Pescia. Da esso dipendeva anche l'ospitale di San Bartolomeo di Spilamberto.
L'ospitale era gestito da conversi, guidati da un rettore, che essi stessi eleggevano tra di loro e che l'abate confermava. Un presbitero addetto alla cappella li assisteva spiritualmente e un castaldo amministrava i beni. Risultavano ancora numerosi e attivi nel 1344, ma di lì a pochi decenni la situazione cambiò rapidamente e l'ospitale decadde. Nel secolo successivo si ridusse a un patrimonio in commenda.

### Parrocchia e paese
Nel XVI secolo l'ospitale era ormai caduto in disuso. Nel 1588 la famiglia Ballocchi, proprietaria di molti beni nella zona e tra le più antiche famiglie di Fanano, ottenne dal cardinale Girolamo Mattei l'istituzione e il giuspatronato della parrocchia di Ospitale dietro pagamento di 110 scudi d'oro. Nei secoli XVII e XVIII si ebbe una crescita progressiva della popolazione con la costruzione di molti mulini e altri opifici nella valle, in particolare in località Sega. Nel 1860, sotto il rettorato di don Bellei venne ricostruito il campanile della parrocchia finanziato da Giuseppe Ballocchi già capitano nell'esercito del duca di Modena.

### XX secolo

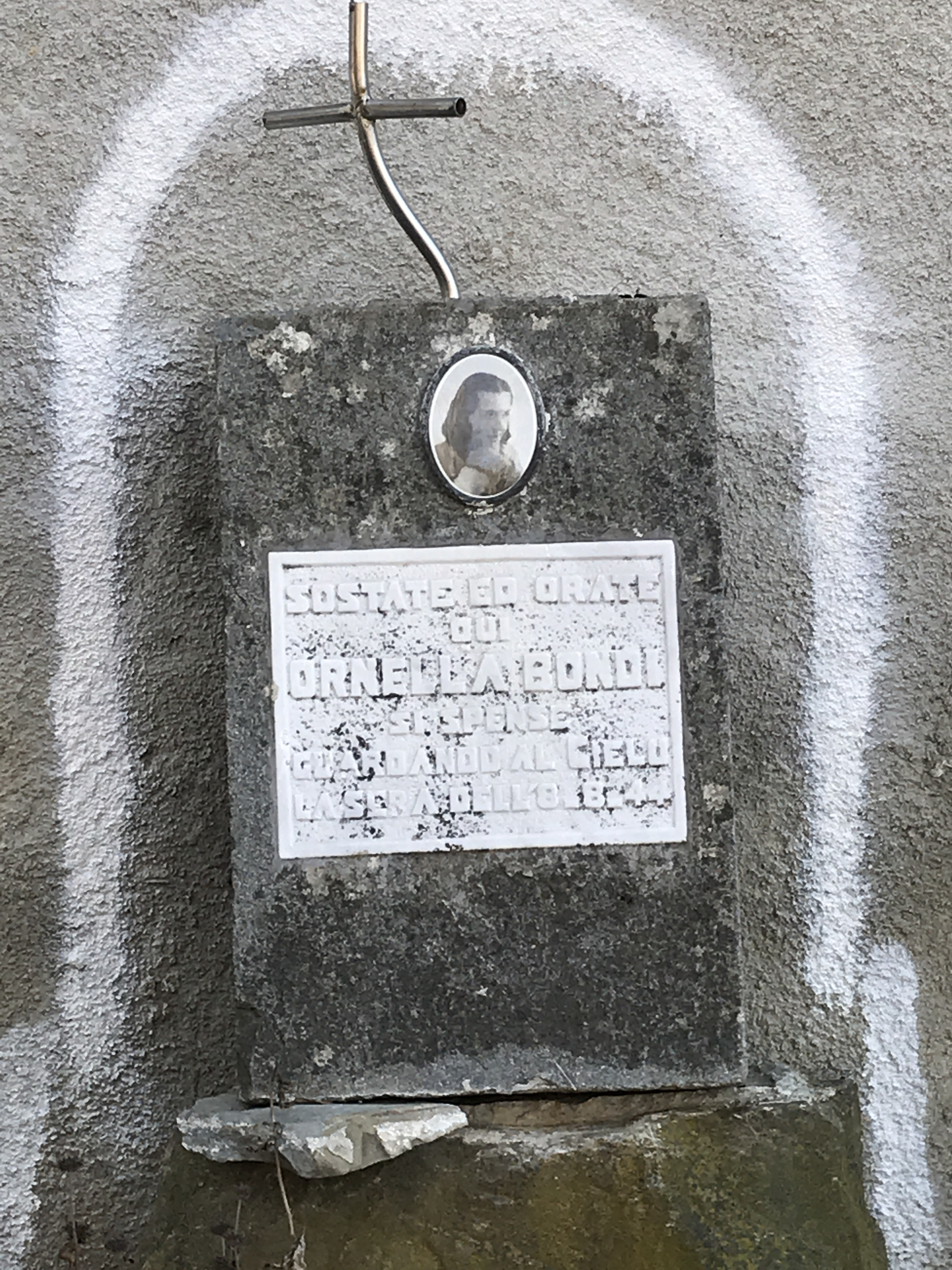
Lapide in ricordo di Ornella Bondi

Nel 1913 avvenne una terribile frana che compromise l'esistenza del paese, a seguito di ciò un regio decreto ordinò il rimboschimento della valle. Il 25 luglio 1920, in pieno biennio rosso, Ospitale fu teatro di un fatto di sangue. Nel corso di una processione religiosa, un gruppo di socialisti di Lizzano in Belvedere si scontrò con i cattolici e i Reali Carabinieri. Quest'ultimi aprirono il fuoco uccidendo due socialisti e ferendo altre tredici persone.
Durante la Seconda Guerra Mondiale, la Valle di Ospitale fu teatro di molti scontri tra le forze nazifasciste e partigiani, il più famoso è quello che avvenne in località Capanno Tassoni. Molte furono le vittime innocenti di quei tristi giorni, la più famosa è forse la venticinquenne Ornella Bondi, che dopo essere stata più volte violentata venne uccisa da un gruppo di partigiani. Nel dopoguerra si ebbe uno spopolamento di massa della valle passando dai quasi duemila abitanti di inizi Novecento ai 97 del 2001.